# Narsete (magister militum)
Narsete (VI secolo – Costantinopoli, 603) è stato magister militum per Orientem dal 591 al 603.
Alcune fonti sbagliano il suo nome chiamandolo Anastasio.

## Biografia
Dal suo nome si presume fosse di origini armene. Secondo una fonte tarda, fu cubicularius sotto Tiberio II (574-582), Imperatore d'Oriente. Questa notizia non è però confermata da fonti più antiche e più affidabili e potrebbe essere dunque un errore.
Potrebbe essere il Narsete nominato da Tiberio II (fine 577-inizio 578) comandante subordinato a Maurizio quando venne formato un nuovo esercito per combattere i Sasanidi; in tal caso, insieme a Maurizio, avrebbe sconfitto in numerose occasioni i Persiani. Tuttavia alcuni storici identificano il Narsete comandante subordinato con un altro Narsete, un cubicularius morto nel 581.
Tra la fine del 587 e l'inizio del 588 Narsete ricevette da Filippico l'incarico di presidiare Costantina (in Osroene) e il comando dell'esercito d'Oriente, che era già stato di Eraclio il Vecchio. Probabilmente era dux di Costantina e ricevette il titolo di magister militum, onorifico o vacans, che lo rendeva parigrado di Eraclio.
Nel 591/592 era una delle guardie del corpo del magister militum per Orientem Comenziolo durante la spedizione per riportare Cosroe II sul trono di Persia dopo che egli era stato spodestato dall'usurpatore Bahram VI Chobin nell'ambito di una guerra civile. Probabilmente nel gennaio 591 divenne magister militum per Orientem sostituendo Comenziolo al comando della spedizione. Secondo una tarda fonte siriana, Narsete venne nominato anche patricius Syriae e dux exercitus e restò in carica come magister militum fino alla fine del regno di Maurizio. Secondo Teofane, Narsete era ancora magister militum quando si ribellò a Foca, mentre secondo il vescovo Sebeos, al momento della ribellione era ancora in carica.
La spedizione ebbe successo: Bahram venne sconfitto e Cosroe II poté finalmente tornare sul trono sasanide. Secondo Macler potrebbe essere lui il comandante che assediò la città armena (allora in mano persiana) di Nakhishevan, ritirandosi poi all'arrivo di un esercito persiano. Nel 602 Narsete era a Dara, dove venne rimosso e sostituito da Germano, probabilmente a causa delle pressioni esercitate da Cosroe II sull'imperatore Maurizio.
Nel 603 si ribellò all'imperatore Foca e occupò Edessa; chiese aiuto all'Imperatore di Persia sostenendo di avere con sé il figlio sopravvissuto di Maurizio, Teodosio. Tuttavia i bizantini riuscirono a liberare Edessa ma nonostante tutto Narsete riuscì a fuggire a Hierapolis. In seguito alla morte di Leonzio (il generale che aveva liberato Edessa), Foca mandò Domnitziolus in oriente a persuadere Narsete a capitolare, promettendogli che gli sarebbe stata risparmiata la vita. Tuttavia quando Narsete capitolò, fu bruciato vivo su ordine di Foca, nel mercato di Costantinopoli.
Mentre era a Edessa condannò a morte il vescovo di Calcedonia Severo. Fece edificare le chiese di San Panteleemon e dei Santi Martiri e fondò anche un ospizio.
Viene ricordato per i suoi successi contro Bahram VI Chobin di Persia e per aver restaurato l'imperatore legittimo Cosroe II sul trono di Persia. Secondo alcune fonti era molto temuto dai persiani tanto che, riporta il Gibbon nella sua monumentale Storia del declino e della caduta dell'Impero romano, le madri assire erano solite spaventare i loro piccoli pronunciando il suo nome.